# Центральная площадь (Тольятти)

Памятник Николаю Чудотворцу и мемориал «Создателям города» на Центральной площади

Центральная площадь в Тольятти находится в Центральном районе города.

## Описание
Центральная площадь была сформирована на пересечении улиц Мира и продолжением Бульвара Ленина. Центральная площадь относится к общественно-деловой зоне, она служит ядром культурной и политической жизни города. Южная часть площади выходит на бульвар Ленина, который относится к зоне парков и бульваров.
В 1977 г. на площади установили камень из серого гранита с надписью «Здесь будет сооружен монумент „Слава труду“». Предполагалось, что на этом месте поставят монумент в честь строителей Ордена Ленина и Ордена Трудового Красного Знамени Куйбышевгидростроя. Однако за прошедшие десятилетия монумент так и не появился, и во время реконструкции Центральной площади его перенесли в близлежащий Центральный парк, где он был открыт 10 августа 2006 года как монумент «Слава труду».
В ансамбль площади входят:
- Дворец культуры «Тольятти»
- Гостиница «Звезда Жигулей»
- Скульптурная композиция «Николай Чудотворец» (скульптор — А. И. Рукавишников, памятник установлен по заказу мэра Тольятти С. Ф. Жилкина)
- Часовня в честь Рождества Христова
- Мемориал «Создателям города»
- Дума городского округа «Тольятти»

На Центральной площади проводятся городские праздники и ярмарки.